# Idioma wandala
El wandala, mandara, mandala, mura o malgwa es una lengua biu-mandara del subgrupo chádico de las lenguas afroasiáticas habladas en Camerún y Nigeria.

## Localización
En Camerún los hablantes del wandala se encuentran en el sur del lago Chad en la sabana y la zona montañosa de los montes Mandara, mientras que en Nigeria se les puede ubicar en ciudades como Bama, Gwoza y Konduga en el estado de Borno.